# Liste der Auszeichnungen von R. Kelly
Vor seiner Verurteilung als Sexualstraftäter gewann der Sänger und Songwriter R. Kelly während seiner 25-jährigen Karriere eine Reihe von Auszeichnungen. Insgesamt wurden ihm 100 Preise zugesprochen. Er war außerdem für 274 weitere nominiert. Nach seiner Verurteilung wurde ihm bislang eine Ehrung entzogen.
Er gewann unter anderem drei Grammys, zwölf Billboard Music Awards und sechs NAACP Image Awards. Die Zeitschrift Billboard kürte ihn 2010 zum erfolgreichsten R&B-Interpreten der letzten 25 Jahre und die Zeitschrift Vibe bezeichnete Kelly 2013 als „größtes Musikgenie der letzten 20 Jahre“.
Für eine Übersicht ober seine Musikauszeichnungen siehe R. Kelly/Auszeichnungen für Musikverkäufe.

## American Music Awards
| Jahr | Ausgezeichnet / Nominiert für | Award                         | Resultat  | EN    |
| ---- | ----------------------------- | ----------------------------- | --------- | ----- |
| 1993 | Honey Love                    | Favorite Soul/R&B Single      | Nominiert | [ 3 ] |
| 1995 | 12 Play                       | Favorite Soul/R&B Album       | Nominiert | [ 3 ] |
| 1997 | R. Kelly                      | Favorite Soul/R&B Male Artist | Nominiert | [ 3 ] |
| 2000 | R. Kelly                      | Favorite Soul/R&B Male Artist | Gewonnen  | [ 3 ] |
| 2002 | R. Kelly                      | Favorite Pop/Rock Male Artist | Nominiert | [ 3 ] |
| 2002 | R. Kelly                      | Favorite Soul/R&B Male Artist | Nominiert | [ 3 ] |
| 2003 | R. Kelly                      | Favorite Soul/R&B Male Artist | Nominiert | [ 3 ] |
| 2003 | Chocolate Factory             | Favorite Soul/R&B Album       | Nominiert | [ 3 ] |
| 2004 | R. Kelly                      | Favorite Soul/R&B Male Artist | Nominiert | [ 3 ] |
| 2005 | R. Kelly                      | Favorite Soul/R&B Male Artist | Gewonnen  | [ 3 ] |
| 2007 | Double Up                     | Favorite Soul/R&B Album       | Nominiert | [ 3 ] |

## BET Awards
| Jahr | Ausgezeichnet / Nominiert für | Award                         | Resultat  |
| ---- | ----------------------------- | ----------------------------- | --------- |
| 2001 | R. Kelly                      | Best Male R&B Artist          | Nominiert |
| 2001 | R. Kelly                      | BET Award for Viewer’s Choice | Nominiert |
| 2003 | R. Kelly                      | Best Male R&B Artist          | Gewonnen  |
| 2003 | R. Kelly                      | BET Award for Viewer’s Choice | Nominiert |
| 2004 | R. Kelly                      | Best Male R&B Artist          | Nominiert |
| 2006 | Trapped in the Closet         | Video of the Year             | Nominiert |
| 2011 | R. Kelly                      | Centric Award                 | Nominiert |

## Billboard Awards
| Jahr | Ausgezeichnet / Nominiert für | Award                               | Resultat  | Ref.  |
| ---- | ----------------------------- | ----------------------------------- | --------- | ----- |
| 1994 | R. Kelly                      | Number One R&B Producer             | Gewonnen  |       |
| 1994 | R. Kelly                      | R&B Artist of the Year              | Gewonnen  |       |
| 1996 | R. Kelly                      | Top R&B Artist                      | Gewonnen  |       |
| 1996 | Down Low (Nobody Has to Know) | Top R&B Song                        | Nominiert |       |
| 1999 | R. Kelly                      | Top Male Artist                     | Nominiert | [ 4 ] |
| 1999 | R. Kelly                      | Top R&B Album Artist                | Nominiert | [ 4 ] |
| 1999 | Fortunate (als Songwriter)    | R&B Single of the Year              | Gewonnen  | [ 4 ] |
| 1999 | R. Kelly                      | Top R&B Artist                      | Gewonnen  | [ 4 ] |
| 2001 | R. Kelly                      | Top R&B/Hip Hop Artist              | Gewonnen  |       |
| 2001 | TP-2.com                      | Top R&B/Hip Hop Album               | Gewonnen  |       |
| 2001 | Fiesta                        | Top R&B/Hip Hop Single & Tracks     | Gewonnen  |       |
| 2001 | R. Kelly                      | Top R&B/Hip Hop Artist - Male       | Gewonnen  |       |
| 2001 | R. Kelly                      | Top R&B/Hip Hop Album Artist        | Gewonnen  |       |
| 2001 | R. Kelly                      | Top R&B/Hip Hop Album Artist - Male | Gewonnen  |       |
| 2003 | Ignition (Remix)              | Best Hip-Hop/R&B Single             | Gewonnen  | [ 5 ] |

### Billboard R&B/Hip Hop Awards
| Jahr | Ausgezeichnet / Nominiert für | Award                              | Resultat  |
| ---- | ----------------------------- | ---------------------------------- | --------- |
| 2001 | R. Kelly                      | R&B/Hip-Hop Songwriter of the Year | Gewonnen  |
| 2004 | R. Kelly                      | Top R&B / Hip-hop Albums Artist    | Nominiert |
| 2004 | Step in the Name of Love      | Top R&B/Hip-hop Singles            | Gewonnen  |
| 2004 | Step in the Name of Love      | Top R&B/Hip-hop Singles - Airplay  | Gewonnen  |
| 2004 | R. Kelly                      | Top R&B/Hip-hop Artist             | Gewonnen  |
| 2004 | R. Kelly                      | Top R&B/Hip-hop Artist - Male      | Gewonnen  |
| 2004 | R. Kelly                      | Top R&B/Hip-hop Singles Artist     | Gewonnen  |
| 2004 | R. Kelly                      | Top Songwriters                    | Gewonnen  |
| 2004 | R. Kelly                      | Top Producers                      | Gewonnen  |
| 2005 | R. Kelly                      | Top Songwriters                    | Nominiert |
| 2006 | In the Kitchen                | Hot R&B/Hip-Hop Songs Sales        | Nominiert |
| 2006 | R. Kelly                      | Top R&B/Hip-Hop Songwriter         | Nominiert |

### Billboard.com's Readers Poll
| Jahr | Ausgezeichnet / Nominiert für           | Award              | Resultat |
| ---- | --------------------------------------- | ------------------ | -------- |
| 2013 | Do What U Want (Lady Gaga ft. R. Kelly) | Best Collaboration | Gewonnen |

### Billboard End Of Year Chart Awards
| Jahr | Ausgezeichnet / Nominiert für        | Award                                          | Resultat  | Ref. |
| ---- | ------------------------------------ | ---------------------------------------------- | --------- | ---- |
| 1994 | R. Kelly                             | Top Hot 100 Singles Artist - Male              | Gewonnen  |      |
| 1994 | R. Kelly                             | Top R&B/Hip Artist                             | Gewonnen  |      |
| 1994 | R. Kelly                             | Top R&B/Hip Hop Artist - Male                  | Gewonnen  |      |
| 1994 | R. Kelly                             | Top R&B/Hip Hop Album Artist - Male            | Gewonnen  |      |
| 1994 | R. Kelly                             | Top R&B/Hip Hop Album Artist                   | Nominiert |      |
| 1994 | R. Kelly                             | Top R&B/Hip Hop Singles Artist - Male          | Gewonnen  |      |
| 1994 | R. Kelly                             | Top Pop Artist                                 | Nominiert |      |
| 1994 | R. Kelly                             | Top Billboard 200 Album Artist - Male          | Nominiert |      |
| 1994 | R. Kelly                             | Top Hot Dance Music Maxi-Singles Sales Artist  | Nominiert |      |
| 1994 | R. Kelly                             | Top Singles Artist - Male                      | Gewonnen  |      |
| 1994 | R. Kelly                             | Top Pop Artist - Male                          | Gewonnen  |      |
| 1994 | 12 Play                              | Top R&B/Hip Album                              | Nominiert |      |
| 1994 | Bump n’ Grind                        | Top Singles Sales                              | Nominiert |      |
| 1994 | Bump n’ Grind                        | Top R&B/Hip Hop Singles                        | Gewonnen  |      |
| 1994 | Bump n’ Grind                        | Top R&B/Hip Hop Singles Sales                  | Nominiert |      |
| 1994 | Bump n’ Grind                        | Top R&B/Hip Hop Airplay                        | Nominiert |      |
| 1994 | Your Body’s Callin’                  | Top R&B/Hip Hop Airplay                        | Gewonnen  |      |
| 1994 | Back And Forth (als Songwriter)      | Top R&B/Hip Hop Airplay                        | Nominiert |      |
| 1994 | Back And Forth (als Songwriter)      | Top R&B/Hip Hop Singles                        | Nominiert |      |
| 1994 | Back And Forth (als Songwriter)      | Top R&B/Hip Hop Singles Sales                  | Nominiert |      |
| 1996 | R. Kelly                             | Top Album Artist - Male                        | Nominiert |      |
| 1996 | R. Kelly                             | Top Singles Artist - Male                      | Nominiert |      |
| 1996 | R. Kelly                             | Top Singles Songwriter - Male                  | Nominiert |      |
| 1996 | R. Kelly                             | Top R&B/Hip Hop Artist                         | Gewonnen  |      |
| 1996 | R. Kelly                             | Top R&B/Hip Hop Artist - Male                  | Gewonnen  |      |
| 1996 | R. Kelly                             | Top R&B/Hip Hop Album Artist                   | Nominiert |      |
| 1996 | R. Kelly                             | Top R&B/Hip Hop Album Artist - Male            | Nominiert |      |
| 1996 | R. Kelly                             | Top R&B/Hip Hop Singles Artist                 | Nominiert |      |
| 1996 | R. Kelly                             | Top R&B/Hip Hop Singles Artist - Male          | Nominiert |      |
| 1996 | R. Kelly                             | Top R&B/Hip Hop Producers                      | Nominiert |      |
| 1996 | R. Kelly                             | Top R&B/Hip Hop Songwriters                    | Nominiert |      |
| 1996 | Down Low (Nobody Has To Know)        | Top R&B/Hip Hop Singles Sales                  | Nominiert |      |
| 1996 | Down Low (Nobody Has To Know)        | Top R&B/Hip Hop Singles Airplay                | Nominiert |      |
| 1996 | Down Low (Nobody Has To Know)        | Hot Dance Music Maxi-Singles Sales             | Nominiert |      |
| 1997 | R. Kelly                             | Top Singles Artist - Male                      | Nominiert |      |
| 1997 | R. Kelly                             | Top R&B/Hip Hop Singles Artist - Male          | Nominiert |      |
| 1997 | I Believe I Can Fly                  | Top Singles Sales                              | Nominiert |      |
| 1997 | I Believe I Can Fly                  | Top R&B/Hip Hop Singles Sales                  | Nominiert |      |
| 1997 | I Believe I Can Fly                  | Top Soundtrack Singles                         | Gewonnen  |      |
| 1997 | G.H.E.T.T.O.U.T. (als Songwriter)    | Top R&B/Hip Singles & Tracks                   | Nominiert |      |
| 1997 | G.H.E.T.T.O.U.T. (als Songwriter)    | Top R&B/Hip Songs Airplay                      | Nominiert |      |
| 1999 | R. Kelly                             | Top Pop Artist - Male                          | Nominiert |      |
| 1999 | R. Kelly                             | Top Singles Artist - Male                      | Nominiert |      |
| 1999 | R. Kelly                             | Top Singles Songwriter                         | Gewonnen  |      |
| 1999 | R. Kelly                             | Top Singles Producer                           | Nominiert |      |
| 1999 | R. Kelly                             | Top R&B/Hip Hop Singles Songwriter             | Gewonnen  |      |
| 1999 | R. Kelly                             | Top R&B/Hip Hop Singles Producer               | Gewonnen  |      |
| 1999 | R. Kelly                             | Top R&B/Hip Hop Artist                         | Gewonnen  |      |
| 1999 | R. Kelly                             | Top R&B/Hip Hop Artist - Male                  | Gewonnen  |      |
| 1999 | R. Kelly                             | Top R&B/Hip Hop Album Artist                   | Nominiert |      |
| 1999 | R. Kelly                             | Top R&B/Hip Hop Album Artist - Male            | Nominiert |      |
| 1999 | R. Kelly                             | Top R&B/Hip Hop Singles & Tracks Artist        | Nominiert |      |
| 1999 | R. Kelly                             | Top R&B/Hip Hop Singles & Tracks Artist - Male | Gewonnen  |      |
| 1999 | I’m Your Angel (With Celine Dion)    | Top Singles Sales                              | Nominiert |      |
| 1999 | R.                                   | Top R&B/Hip Hop Album                          | Nominiert |      |
| 1999 | Fortunate (als Songwriter)           | Top R&B/Hip Hop Singles & Tracks               | Gewonnen  |      |
| 1999 | Fortunate (als Songwriter)           | Top R&B/Hip Hop Singles Sales                  | Nominiert |      |
| 1999 | Fortunate (als Songwriter)           | Top R&B/Hip Hop Singles & Tracks Airplay       | Gewonnen  |      |
| 1999 | Fortunate (als Songwriter)           | Top Soundtrack Singles                         | Nominiert |      |
| 2001 | R. Kelly                             | Top R&B/Hip Hop Artist                         | Gewonnen  |      |
| 2001 | R. Kelly                             | Top R&B/Hip Hop Artist - Male                  | Gewonnen  |      |
| 2001 | R. Kelly                             | Top R&B/Hip Hop Album Artist                   | Gewonnen  |      |
| 2001 | R. Kelly                             | Top R&B/Hip Hop Album Artist - Male            | Gewonnen  |      |
| 2001 | TP-2.com                             | Top R&B/Hip Hop Album                          | Gewonnen  |      |
| 2001 | Fiesta                               | Top R&B/Hip Hop Singles & Tracks               | Gewonnen  |      |
| 2003 | R. Kelly                             | Top Pop Artist                                 | Nominiert |      |
| 2003 | R. Kelly                             | Top Pop Artist - Male                          | Nominiert |      |
| 2003 | R. Kelly                             | Top Album Artist - Male                        | Nominiert |      |
| 2003 | R. Kelly                             | Top Singles Artist                             | Nominiert |      |
| 2003 | R. Kelly                             | Top Singles Artist - Male                      | Nominiert |      |
| 2003 | R. Kelly                             | Top R&B/Hip Hop Artist                         | Nominiert |      |
| 2003 | R. Kelly                             | Top R&B/Hip Hop Artist - Male                  | Nominiert |      |
| 2003 | R. Kelly                             | Top R&B/Hip Hop Album Artist                   | Nominiert |      |
| 2003 | R. Kelly                             | Top R&B/Hip Hop Album Artist - Male            | Nominiert |      |
| 2003 | R. Kelly                             | Top R&B/Hip Hop Singles & Tracks Artist        | Nominiert |      |
| 2003 | R. Kelly                             | Top R&B/Hip Hop Singles & Tracks Artist - Male | Nominiert |      |
| 2003 | R. Kelly                             | Top R&B/Hip Hop Producer                       | Gewonnen  |      |
| 2003 | R. Kelly                             | Top R&B/Hip Hop Songwriter                     | Gewonnen  |      |
| 2003 | R. Kelly                             | Top Producer                                   | Gewonnen  |      |
| 2003 | R. Kelly                             | Top Songwriter                                 | Gewonnen  |      |
| 2003 | Ignition (Remix)                     | Top Singles & Tracks                           | Nominiert |      |
| 2003 | Ignition (Remix)                     | Top Airplay Tracks                             | Nominiert |      |
| 2003 | Ignition (Remix)                     | Top R&B/Hip Hop Singles & Track                | Nominiert |      |
| 2003 | Ignition (Remix)                     | Top R&B/Hip Hop Singles Sales                  | Nominiert |      |
| 2003 | Ignition (Remix)                     | Top R&B/Hip Hop Airplay                        | Nominiert |      |
| 2004 | R. Kelly                             | Top R&B/Hip Hop Artist                         | Nominiert |      |
| 2004 | R. Kelly                             | Top R&B/Hip Hop Artist - Male                  | Nominiert |      |
| 2004 | R. Kelly                             | Top R&B/Hip Hop Album Artist                   | Nominiert |      |
| 2004 | R. Kelly                             | Top R&B/Hip Hop Album Artist - Male            | Nominiert |      |
| 2004 | R. Kelly                             | Top R&B/Hip Hop Singles & Tracks Artist        | Nominiert |      |
| 2004 | R. Kelly                             | Top R&B/Hip Hop Singles & Tracks Artist - Male | Nominiert |      |
| 2005 | In The Kitchen/Trapped in the Closet | Top R&B/Hip Hop Song Sales                     | Nominiert |      |

## BMI Awards
| Jahr | Ausgezeichnet / Nominiert für | Award                      | Resultat |
| ---- | ----------------------------- | -------------------------- | -------- |
| 1998 | R. Kelly                      | Pop Songwriter of the Year | Gewonnen |
| 2000 | I’m Your Angel                | Most Performed Songs       | Gewonnen |
| 2015 | Do What U Want ft. Lady Gaga  | Most Performed Songs       | Gewonnen |

### BMI Film & TV Awards
| Jahr | Ausgezeichnet / Nominiert für | Award                           | Resultat |
| ---- | ----------------------------- | ------------------------------- | -------- |
| 2000 | Fortunate (als Songwriter)    | Most Performed Song from a Film | Gewonnen |

### BMI Urban Awards
| Jahr | Ausgezeichnet / Nominiert für     | Award                      | Resultat | Ref.   |
| ---- | --------------------------------- | -------------------------- | -------- | ------ |
| 2001 | I Wish                            | Most-Performed Song        | Gewonnen |        |
| 2002 | R. Kelly                          | Songwriters of the Year    | Gewonnen | [ 7 ]  |
| 2002 | R. Kelly                          | Top Producer               | Gewonnen | [ 7 ]  |
| 2002 | Contagious                        | Most-Performed Song        | Gewonnen | [ 7 ]  |
| 2002 | Fiesta (Remix)                    | Most-Performed Song        | Gewonnen | [ 7 ]  |
| 2003 | R. Kelly                          | Top 10 Songwriter/Producer | Gewonnen | [ 8 ]  |
| 2004 | Ignition (Remix)                  | Song of the Year           | Gewonnen | [ 9 ]  |
| 2004 | R. Kelly                          | Producer of the Year       | Gewonnen | [ 9 ]  |
| 2005 | R. Kelly                          | Songwriters of the Year    | Gewonnen | [ 10 ] |
| 2005 | R. Kelly                          | Producer of the Year       | Gewonnen | [ 10 ] |
| 2005 | Gigolo (Nick Cannon ft. R. Kelly) | Most-Performed Song        | Gewonnen | [ 10 ] |
| 2005 | Hotel (Cassidy ft. R. Kelly)      | Most-Performed Song        | Gewonnen | [ 10 ] |
| 2005 | Step in the Name of Love          | Most-Performed Song        | Gewonnen | [ 10 ] |
| 2005 | Thoia Thoing                      | Most-Performed Song        | Gewonnen | [ 10 ] |
| 2010 | R. Kelly                          | Top Producer               | Gewonnen |        |

## ECHO
| Jahr | Ausgezeichnet / Nominiert für | Award                            | Resultat  |
| ---- | ----------------------------- | -------------------------------- | --------- |
| 2008 | R. Kelly                      | International Hip-Hop/R&B Artist | Nominiert |

## Black Real Awards
| Jahr | Ausgezeichnet / Nominiert für | Award                          | Resultat  |
| ---- | ----------------------------- | ------------------------------ | --------- |
| 2001 | Bad Man                       | Best Song from a Film          | Nominiert |
| 2002 | The World’s Greatest          | Best Song from a Film          | Gewonnen  |
| 2013 | Celebrate (als Songwriter)    | Best Original or Adapted Song. | Nominiert |

## Chicago Music Awards
| Jahr | Ausgezeichnet / Nominiert für | Award                     | Resultat |
| ---- | ----------------------------- | ------------------------- | -------- |
| 2013 | R. Kelly                      | Pop Superstar of the Year | Gewonnen |

## Grammy Awards
| Jahr | Ausgezeichnet / Nominiert für                                       | Award                                                                    | Resultat  | Ref.   |
| ---- | ------------------------------------------------------------------- | ------------------------------------------------------------------------ | --------- | ------ |
| 1996 | You Are Not Alone (als Songwriter für Michael Jackson)              | Song of the Year                                                         | Nominiert | [ 12 ] |
| 1998 | I Believe I Can Fly                                                 | Record of the Year                                                       | Nominiert | [ 12 ] |
| 1998 | I Believe I Can Fly                                                 | Song of the Year                                                         | Nominiert | [ 12 ] |
| 1998 | I Believe I Can Fly                                                 | Best Male R&B Vocal Performance                                          | Gewonnen  | [ 12 ] |
| 1998 | I Believe I Can Fly                                                 | Best R&B Song                                                            | Gewonnen  | [ 12 ] |
| 1998 | I Believe I Can Fly                                                 | Best Song Written for a Motion Picture, Television or Other Visual Media | Gewonnen  | [ 12 ] |
| 1999 | I’m Your Angel (mit Celine Dion)                                    | Best Pop Collaboration with Vocals                                       | Nominiert | [ 12 ] |
| 1999 | Lean On Me (mit Kirk Franklin, Mary J. Blige, Crystal Lewis & Bono) | Best R&B Vocal Performance by a Duo or Group                             | Nominiert | [ 12 ] |
| 2000 | When a Woman’s Fed Up                                               | Best Male R&B Vocal Performance                                          | Nominiert | [ 12 ] |
| 2000 | R.                                                                  | Best R&B Album                                                           | Nominiert | [ 12 ] |
| 2000 | Satisfy You (mit Puff Daddy)                                        | Best Rap Performance by a Duo or Group                                   | Nominiert | [ 12 ] |
| 2001 | I Wish                                                              | Best Male R&B Vocal Performance                                          | Nominiert | [ 12 ] |
| 2003 | The World’s Greatest                                                | Best Male R&B Vocal Performance                                          | Nominiert | [ 12 ] |
| 2004 | Step in the Name of Love                                            | Best Male R&B Vocal Performance                                          | Nominiert | [ 12 ] |
| 2004 | Chocolate Factory                                                   | Best Contemporary R&B Album                                              | Nominiert | [ 12 ] |
| 2005 | Happy People                                                        | Best Male R&B Vocal Performance                                          | Nominiert | [ 12 ] |
| 2006 | Trapped in the Closet Chapters 1–12                                 | Best Long Form Music Video                                               | Nominiert | [ 12 ] |
| 2008 | Same Girl (mit Usher)                                               | Best R&B Performance by a Duo or Group with Vocals                       | Nominiert | [ 12 ] |
| 2008 | Trapped in the Closet Chapters 13–22                                | Best Long Form Music Video                                               | Nominiert | [ 12 ] |
| 2011 | When a Woman Loves                                                  | Best Traditional R&B Vocal Performance                                   | Nominiert | [ 12 ] |
| 2011 | Untitled                                                            | Best Contemporary R&B Album                                              | Nominiert | [ 12 ] |
| 2012 | Radio Message                                                       | Best Traditional R&B Performance                                         | Nominiert | [ 12 ] |
| 2012 | Love Letter                                                         | Best R&B Album                                                           | Nominiert | [ 12 ] |
| 2013 | Write Me Back                                                       | Best R&B Album                                                           | Nominiert | [ 12 ] |
| 2015 | It's Your World (mit Jennifer Hudson)                               | Best R&B Performance                                                     | Nominiert | [ 12 ] |

## International Dance Music Awards
| Jahr | Ausgezeichnet / Nominiert für | Award                      | Resultat  | Ref.   |
| ---- | ----------------------------- | -------------------------- | --------- | ------ |
| 2004 | Step In The Name Of Love      | Best R&B/Urban Dance Track | Nominiert | [ 13 ] |
| 2005 | Happy People                  | Best R&B/Urban Dance Track | Nominiert | [ 13 ] |

## MOBO Awards
| Jahr | Ausgezeichnet / Nominiert für | Award                        | Resultat  | Ref.   |
| ---- | ----------------------------- | ---------------------------- | --------- | ------ |
| 2001 | R. Kelly                      | MOBO Outstanding Achievement | Gewonnen  | [ 14 ] |
| 2003 | Ignition (Remix)              | Best single                  | Nominiert | [ 15 ] |
| 2004 | R. Kelly                      | Best Producer                | Nominiert |        |

## MTV Awards

### MTV Movie Awards
| Jahr | Ausgezeichnet / Nominiert für | Award           | Resultat  |
| ---- | ----------------------------- | --------------- | --------- |
| 1997 | I Believe I Can Fly           | Best Movie Song | Nominiert |

### MTV Video Music Awards
| Jahr | Ausgezeichnet / Nominiert für                                  | Award                  | Resultat  |
| ---- | -------------------------------------------------------------- | ---------------------- | --------- |
| 1994 | Bump n’ Grind                                                  | Best R&B Video         | Nominiert |
| 1996 | Down Low (Nobody Has to Know) (ft. Ernie Isley & Ronald Isley) | Best Male Video        | Nominiert |
| 1996 | I Believe I Can Fly                                            | Best Male Video        | Nominiert |
| 1996 | I Believe I Can Fly                                            | Best Video from a Film | Nominiert |
| 2001 | I Wish                                                         | Best R&B Video         | Nominiert |
| 2003 | Ignition (Remix)                                               | Best R&B Video         | Nominiert |
| 2004 | Step in the Name of Love (Remix)                               | Best R&B Video         | Nominiert |

### MTV Europe Music Awards
| Jahr | Ausgezeichnet / Nominiert für | Award    | Resultat  |
| ---- | ----------------------------- | -------- | --------- |
| 1997 | R. Kelly                      | Best R&B | Nominiert |

### MTV Australia Video Music Awards
| Jahr | Ausgezeichnet / Nominiert für         | Award              | Resultat |
| ---- | ------------------------------------- | ------------------ | -------- |
| 2007 | That's That (Snoop Dogg ft. R. Kelly) | Best Hip Hop Video | Gewonnen |

## NAACP Image Awards
The NAACP Image Awards is an award ceremony from the National Association for the Advancement of Colored People.
| Jahr | Ausgezeichnet / Nominiert für                                                           | Award                   | Resultat  |
| ---- | --------------------------------------------------------------------------------------- | ----------------------- | --------- |
| 1998 | I Believe I Can Fly                                                                     | Outstanding Song        | Gewonnen  |
| 1998 | I Believe I Can Fly                                                                     | Outstanding Music Video | Gewonnen  |
| 1999 | Lean On Me (Kirk Franklin ft. R. Kelly, Mary J Blige, Bono, Crystal Lewis & The Family) | Outstanding Song        | Gewonnen  |
| 2000 | If I Could Turn Back the Hands of Time                                                  | Outstanding Music Video | Nominiert |
| 2001 | R. Kelly                                                                                | Outstanding Male Artist | Gewonnen  |
| 2001 | I Wish                                                                                  | Outstanding Music Video | Gewonnen  |
| 2004 | Chocolate Factory                                                                       | Outstanding Album       | Nominiert |
| 2013 | I Look to You (Duett mit Whitney Houston)                                               | Outstanding Song        | Gewonnen  |

## Soul Train Music Awards
The Soul Train Music Awards is an annual award show aired in national broadcast syndication that honors the best in African American music and entertainment, established in 1987. No other artist has been nominated for more Soul Train awards than Kelly.
| Jahr | Ausgezeichnet / Nominiert für                   | Award                                                            | Resultat  |
| ---- | ----------------------------------------------- | ---------------------------------------------------------------- | --------- |
| 1995 | Bump n’ Grind                                   | R&B/Soul or Rap Song of the Year                                 | Nominiert |
| 1995 | Bump n’ Grind                                   | Best R&B/Soul Single - Male                                      | Nominiert |
| 1995 | Age Ain’t Nothing But A Number (Als Songwriter) | R&B/Soul Album of the Year - Female                              | Nominiert |
| 1997 | R. Kelly                                        | R&B/Soul or Rap Album of the Year                                | Nominiert |
| 1997 | R. Kelly                                        | Best R&B/Soul Album, Male                                        | Nominiert |
| 1998 | I Believe I Can Fly                             | Best R&B/Soul Single - Male                                      | Nominiert |
| 1999 | R.                                              | Best R&B/Soul Album, Male                                        | Gewonnen  |
| 1999 | Lean On Me                                      | Best R&B/Soul Single - Male                                      | Nominiert |
| 1999 | Half on a Baby                                  | Best R&B/Soul Single - Male                                      | Nominiert |
| 1999 | R. Kelly                                        | Sammy Davis Jr. Entertainer of the Year Award                    | Gewonnen  |
| 2000 | R.                                              | Best R&B/Soul or Rap Album                                       | Gewonnen  |
| 2000 | Fortunate (als Songwriter)                      | Best R&B/Soul Single, Male                                       | Gewonnen  |
| 2001 | I Wish                                          | Best R&B/Soul Single, Male                                       | Gewonnen  |
| 2001 | TP-2.com                                        | R&B/Soul or Rap Album of the Year                                | Nominiert |
| 2001 | TP-2.com                                        | Best R&B/Soul Album, Male                                        | Gewonnen  |
| 2002 | Contagious (als Songwriter)                     | Best R&B/Soul Single, Group, Band or Duo                         | Gewonnen  |
| 2003 | The Best of Both Worlds                         | Best R&B/Soul Album - Group, Band or Duo                         | Nominiert |
| 2003 | Bump, Bump, Bump (als Songwriter)               | Best R&B/Soul Single - Group, Band or Duo                        | Gewonnen  |
| 2004 | Chocolate Factory                               | R&B/Soul Album, Male                                             | Gewonnen  |
| 2004 | Chocolate Factory                               | Best Album of the Year                                           | Nominiert |
| 2004 | R. Kelly                                        | Quincy Jones Award for Outstanding Career Achievements           | Gewonnen  |
| 2005 | Happy People/U Saved Me                         | Best R&B/Soul Album - Male                                       | Nominiert |
| 2006 | R. Kelly                                        | Stevie Wonder Award for Outstanding Achievements in Song Writing | Gewonnen  |
| 2006 | Trapped in the Closet                           | The Michael Jackson Award for Best R&B/Soul or Rap Music Video   | Nominiert |
| 2006 | Trapped in the Closet                           | Best R&B/Soul Single, Male                                       | Nominiert |
| 2006 | TP.3 Reloaded                                   | Best R&B/Soul Album, Male                                        | Nominiert |
| 2010 | When a Woman Loves                              | Record of the Year (Songwriter’s Award)                          | Nominiert |
| 2012 | Write Me Back                                   | Album of the Year                                                | Nominiert |
| 2012 | Share My Love                                   | Record of the Year (The Ashford & Simpson Songwriter’s Award)    | Nominiert |

## The Source Hip Hop Awards
| Jahr | Ausgezeichnet / Nominiert für | Award                      | Resultat  |
| ---- | ----------------------------- | -------------------------- | --------- |
| 1999 | R. Kelly                      | R&B Artist of the Year     | Gewonnen  |
| 2001 | R. Kelly                      | R&B Artist of the Year     | Gewonnen  |
| 2003 | R. Kelly                      | R&B Artist of the Year     | Gewonnen  |
| 2004 | R. Kelly                      | R&B Artist of the Year     | Nominiert |
| 2004 | Hotel (mit Cassidy)           | Best R&B/Rap Collaboration | Nominiert |

## Vibe Awards
In 2013, Kely was named the number one musical genius since 1993 by Vibe.
| Jahr | Ausgezeichnet / Nominiert für       | Award                     | Resultat  |
| ---- | ----------------------------------- | ------------------------- | --------- |
| 2003 | R. Kelly                            | R&B Vanguard Award        | Gewonnen  |
| 2003 | R. Kelly                            | Artist of the Year        | Nominiert |
| 2004 | Hotel (Cassidy ft. R. Kelly)        | Coolest Collabo           | Nominiert |
| 2004 | R. Kelly                            | R&B Voice Of The Year     | Nominiert |
| 2005 | Trapped in the Closet (Chapter 1-5) | Reelest Video             | Gewonnen  |
| 2007 | R. Kelly                            | R&B Artist of the year    | Nominiert |
| 2007 | Same Girl (Duet mit Usher)          | Best Collaboration        | Nominiert |
| 2007 | Same Girl (Duet mit Usher)          | Video of the year         | Nominiert |
| 2013 | R. Kelly                            | Greatest Genius Since 93' | Gewonnen  |

## Blockbuster Entertainment Awards
| Jahr | Ausgezeichnet / Nominiert für | Award                      | Resultat  |
| ---- | ----------------------------- | -------------------------- | --------- |
| 1999 | Fortunate (als Songwriter)    | Favorite Song              | Nominiert |
| 2001 | R. Kelly                      | Favorite Male Artist - R&B | Nominiert |

## Stellar Awards
| Jahr | Ausgezeichnet / Nominiert für                                                           | Award                   | Resultat |
| ---- | --------------------------------------------------------------------------------------- | ----------------------- | -------- |
| 2000 | Lean On Me (Kirk Franklin ft. R. Kelly, Mary J Blige, Bono, Crystal Lewis & The Family) | Song of the Year        | Gewonnen |
| 2000 | Lean On Me (Kirk Franklin ft. R. Kelly, Mary J Blige, Bono, Crystal Lewis & The Family) | Music Video of the Year | Gewonnen |

## Ozone Awards
| Jahr | Ausgezeichnet / Nominiert für       | Award                      | Resultat  |
| ---- | ----------------------------------- | -------------------------- | --------- |
| 2007 | Go Getta (Young Jeezy ft. R. Kelly) | Best Rap/R&B Collaboration | Nominiert |
| 2008 | Speedin (Rick Ross ft. R. Kelly)    | Best Rap/R&B Collaboration | Nominiert |
| 2008 | Speedin (Rick Ross ft. R. Kelly)    | Best Video                 | Nominiert |

## Dove Awards
| Jahr | Ausgezeichnet / Nominiert für | Award                                         | Resultat  |
| ---- | ----------------------------- | --------------------------------------------- | --------- |
| 2002 | I Believe I Can Fly           | Urban Recorded Song of the Year               | Nominiert |
| 2002 | I Believe I Can Fly           | Contemporary Gospel Recorded Song of the Year | Nominiert |

## Whudat Music Awards
| Jahr | Ausgezeichnet / Nominiert für | Award                  | Resultat |
| ---- | ----------------------------- | ---------------------- | -------- |
| 2004 | Chocolate Factory             | R&B Album of the Year  | Gewonnen |
| 2004 | Step in the Name of Love      | R&B Single of the Year | Gewonnen |

## MuchMusic Video Awards
| Jahr | Ausgezeichnet / Nominiert für | Award               | Resultat  | Ref.   |
| ---- | ----------------------------- | ------------------- | --------- | ------ |
| 1999 | I’m Your Angel                | MuchMoreMusic Award | Nominiert | [ 24 ] |

## World Music Awards
| Jahr | Ausgezeichnet / Nominiert für | Award                                | Resultat  |
| ---- | ----------------------------- | ------------------------------------ | --------- |
| 2005 | R. Kelly                      | World’s Best Selling R&B Artist      | Nominiert |
| 2014 | Do What U Want                | World’s Best Song                    | Nominiert |
| 2014 | PYD                           | World’s Best Song                    | Nominiert |
| 2014 | Black Panties                 | World’s Best Album                   | Nominiert |
| 2014 | R. Kelly                      | World’s Best Male Artist             | Nominiert |
| 2014 | R. Kelly                      | World’s Best Entertainer of the Year | Nominiert |

## Hong Kong Hit Radio Awards
| Jahr | Ausgezeichnet / Nominiert für      | Award                 | Resultat |
| ---- | ---------------------------------- | --------------------- | -------- |
| 1996 | You Are Not Alone (als Songwriter) | Best Song of the Year | Gewonnen |

## Guinness Book of World Records
| Jahr | Ausgezeichnet / Nominiert für      | Award                                                 | Resultat |
| ---- | ---------------------------------- | ----------------------------------------------------- | -------- |
| 1995 | You Are Not Alone (als Songwriter) | First Song to Debut the US Single Chart at Number One | Gewonnen |

## Annullierte Auszeichnungen
Folgende Auszeichnungen wurden auf Grund seiner Verurteilung als Sexualstraftäter aufgehoben:
- 2013: Schlüssel zu Baton Rouge, Louisiana. Widerrufen am 30. September 2021.[25][26]